# Glassboro
Glassboro é um distrito localizado no estado americano de Nova Jérsei, no Condado de Gloucester.

## Demografia
Segundo o censo americano de 2000, a sua população era de 19.068 habitantes.
Em 2006, foi estimada uma população de 19.360, um aumento de 292 (1.5%).

## Geografia
De acordo com o United States Census Bureau tem uma área de
23,8 km², dos quais 23,8 km² cobertos por terra e 0,0 km² cobertos por água.

## Localidades na vizinhança
O diagrama seguinte representa as localidades num raio de 12 km ao redor de Glassboro.